# 钩突翘蛛
钩突翘蛛（学名：Iura hamatapophysis）为跳蛛科翘蛛属的动物。在中国大陆，分布于湖南等地。该物种的模式产地在湖南。